# Das Traumhotel – Indien
Indien ist der Titel eines deutsch-österreichischen Liebesfilms aus dem Jahr 2006. Der Fernsehfilm ist der sechste Teil der Filmreihe Das Traumhotel.

## Handlung
Dorothea von Siethoff, Leiterin der weltweit agierenden Siethoff-Hotelgruppe und Indien-Liebhaberin, möchte in ihrem indischen Traumhotel ein traditionelles Lichterfest organisieren. Sie hat ihren Neffen und Hotelmanager Markus Winter dringend nach Indien beordert, damit er die Planung der Feierlichkeiten organisiert. Zusätzlichen Glanz würde dem Fest die Anwesenheit des Maharadschas von Jaipur geben, der aber zunächst abwinkt. Wie sich bald zeigt, muss Markus sich aber um einiges mehr als das Lichterfest kümmern.
Prinz Shandro, der Sohn des Maharadschas, ist ein alter Bekannter von Markus aus Wiener Zeiten. Er hat sich in die Hotelangestellte Nadine verliebt, doch der Maharadscha hat bereits eine indische Braut für seinen Sohn ausgesucht, die den traditionellen Vorgaben entspricht, und lehnt eine Verbindung zwischen Shandro und der Europäerin Nadine entschieden ab. Markus wird gebeten, auf den Maharadscha einzuwirken, zunächst ohne Erfolg. Erst als Shandro sich definitiv für Nadine entscheidet und auf die Thronfolge verzichtet, geht der Maharadscha in sich.
Jochen und Ella Prinz verbringen mit ihren Kindern Lukas und Sabine den Urlaub im Traumhotel. Jochen, ein biederer Taxifahrer, vermisst seinen gewohnten Mallorca-Urlaub und kann die Schwärmereien seiner Frau für Indien überhaupt nicht nachvollziehen. Am liebsten möchte er sich vom Hotelpool nicht wegbewegen und wie gewohnt von seiner Frau das kalte Bier servieren lassen. Schließlich kommt es zu einem Zerwürfnis zwischen den beiden, Ella verlässt das Hotel und begibt sich in die Obhut eines Gurus. Markus liest Jochen eindringlich die Leviten und bringt den inzwischen völlig verzweifelten und reuigen Mann wieder mit seiner Frau zusammen.
Auch Charlotte Thieme möchte mit ihrem Mann Rainer ein paar unbeschwerte Tage in Indien verbringen. Doch Rainer wirkt zerstreut, ungeduldig und aufbrausend. Erst nach einiger Zeit gesteht der etwa 50-jährige Rainer seiner Frau, dass er kurz vor dem Urlaub seinen Job verloren hat und nun um seine Zukunft bangt. Schließlich finden beide eine Lösung: Charlotte nimmt ihren Beruf als Innenarchitektin wieder auf, Rainer übernimmt die geschäftliche Seite. Dorothea von Siethoff hat auch bereits einen Auftrag für Charlotte.
Als  schließlich das große Lichterfest gefeiert wird, findet sich auch der Maharadscha von Jaipur in Begleitung seiner Gemahlin ein und gibt seinen Segen. Dorothea ernennt Markus zum neuen Generalmanager der Siethoff-Gruppe, denn sie möchte sich nun ins Privatleben zurückziehen.

## Produktion
Das Traumhotel – Indien wurde vom 15. Oktober bis 7. November 2005 hauptsächlich in Udaipur, Agra und Goa gedreht. Die Kostüme schuf Heike Werner, das Szenenbild stammt von Sabine Richter. Der Film erlebte seine Premiere am 3. Februar 2006 im Ersten.

## Kritik
Tittelbach.tv kommentierte 2017 Indien wie folgt: „[…] Große Gefühle also, hautnah am Kitsch, wie immer am Freitagabend im „Ersten“, aber auch – zugegeben – erlesen pittoreske Schauplätze. […]“